# Кручиніна Любов Геннадіївна
Любо́в Генна́діївна Кручи́ніна (нар. 16 жовтня 1972, Миколаїв) — радянська і українська фристайлістка, чемпіонка СРСР (1988—1989); чемпіонка світу-1990 в акробатиці. Майстер спорту СРСР.

## З життєпису
Народилася 1972 року в місті Миколаїв. У дитинстві займалася спортивною гімнастикою; потім захопилася фристайлом.
Призер кубка Світу і Європи 1991 року.
Виступала у всіх сучасних видах дисциплінах фристайлу — могулі, акробатиці й лижному балеті.
В кінці 1980 років увійшла до складу збірної СРСР. Була переможцем і призером чемпіонатів СРСР 1987—1992 років.
Після закінчення активної спортивної кар'єри займалася тренерською роботою з фітнесу. Також займалася підготовкою до змагань учасниць з фітнесу в Федерації IFBB.